# Jota Delphini
Jota Delphini (ι  Delphini, förkortat Jota Del, ι  Del)  är en dubbelstjärna belägen i den mellersta delen av stjärnbilden Delfinen. Den har en skenbar magnitud på 5,43, är svagt synlig för blotta ögat där ljusföroreningar ej förekommer. Baserat på parallaxmätning inom Hipparcosuppdraget på ca 17,3 mas, beräknas den befinna sig på ett avstånd på ca 189 ljusår (ca 58 parsek) från solen.

## Egenskaper
Primärstjärnan Jota Delphini är en blå till vit underjättestjärna av spektralklass A1 IV. Stjärnan har en radie som är omkring 90 procent större än solens och utsänder från dess fotosfär ca 20 gånger mera energi än solen vid en effektiv temperatur av ca 9 300 K. Den ser ut att vara en Am-stjärna, även känd som en metallinjestjärna, som har spektra som anger olika mängder metaller, som järn. Observationer av Jota Delphinis spektrum har visat lägre mängder kalcium och högre mängder järn än förväntat.
Observationer av stjärnans spektrum visar periodiska skiften på grund av Dopplereffekt, vilket tyder på att Jota Delphini är en spektroskopisk dubbelstjärna med en omloppsperiod av 11 dygn och en excentricitet på 0,23, men nästan ingen information är känd om följeslagaren.